# The Watcher (TV-serie)
The Watcher är en amerikansk skräck- och dramaserie från vars första säsong hade premiär på Netflix den 13 oktober 2022. Serien är skapad av Ryan Murphy och Ian Brennan. Serien är löst baserad på en artikel från 2018 av Reeves Wiedeman som publicerades på New York Magazines webbplats.  I november 2022 blev det bekräftat att serien skulle få en säsong två, trots att den från början var tänkt som en miniserie.

## Handling
Serien kretsar kring ett gift par som har flyttat in i sitt drömhem i Westfield, New Jersey. Kort efter flytten börjar de trakasseras av obehagliga brev som är signerade av en stalkare som kallar sig The Watcher.

## Rollista (i urval)
- Naomi Watts – Nora Brannock
- Bobby Cannavale – Dean Brannock
- Isabel Gravitt – Ellie Brannock
- Luke David Blumm – Carter Brannock
- Jennifer Coolidge – Karen Calhoun
- Margo Martindale – Maureen
- Richard Kind – Mitch
- Mia Farrow – Pearl Winslow
- Terry Kinney – Jasper Winslow
- Christopher McDonald – Rourke Chamberland
- Noma Dumezweni – Theodora Birch
- Joe Mantello – William "Bill" Webster
- Henry Hunter Hall – Dakota
- Michael Nouri – Roger Kaplan
- Danny Garcia – Steve
- Seth Gabel – Andrew Pierce
- Stephanie Kurtzuba – Helen Graff
- Matthew Del Negro – Darren Dunn